# Olivia Graeve
Olivia Graeve (Tijuana) es ingeniera mecánica y aeroespacial y profesora mexicana.
Trabaja en la Universidad de California en San Diego, Estados Unidos. También es la directora del Centro CaliBaja de Materiales y Sistemas Resilientes en UC San Diego, un instituto de investigación binacional en ambos lados de la frontera entre California y México.

## Biografía
Graeve nació y se crio en Tijuana, la mayor de cinco hermanos. Primero asistió a Southwestern Community College durante dos años antes de transferirse a la Universidad de California en San Diego, donde recibió su Licenciatura en Ciencias en Ingeniería Estructural en 1995. Allí, recibió la tutoría de Joanna McKittrick, la segunda mujer para unirse a la facultad de ingeniería en UC San Diego. Luego recibió su doctorado en ciencia e ingeniería de materiales de la Universidad de California enDavis en 2001.
Después de la escuela de posgrado, fue contratada como profesora asistente en la Universidad de Nevada, Reno. En 2008 se mudó a Nueva York para convertirse en profesora asociada en la Universidad Alfred antes de regresar a la Universidad de California en San Diego, como profesora en el Departamento de Ingeniería Mecánica y Aeroespacial de la Escuela de Ingeniería Jacobs.

## Trayectoria
Graeve fue la primera latina en ser contratada profesora de ingeniería en UC San Diego. Su programa de investigación se centra en el diseño y procesamiento de nuevos materiales que son aptos para entornos extremos, como los experimentados en el espacio exterior o en reactores nucleares. Entre los materiales en los que trabaja su grupo de investigación se encuentra un tipo de acero, denominado SAM2X5-630, con una resistencia récord a las deformaciones debidas a fuertes impactos. El material tiene una estructura química inusual que es elástica pero increíblemente fuerte, lo que lo hace potencialmente útil para aplicaciones como armaduras corporales y cubiertas protectoras para satélites.

### CaliBaja
Graeve actualmente se desempeña como directora del Centro CaliBaja de Materiales y Sistemas Resilientes en UC San Diego. El Centro se estableció bajo la dirección de Graeve el 24 de mayo de 2016 como una colaboración entre investigadores de UC San Diego y la Universidad Nacional Autónoma de México, profesores y estudiantes de ambas instituciones trabajan juntos para desarrollar materiales que puedan soportar temperaturas y presiones extremas, lo que lleva a innovaciones en el desarrollo de turbinas a reacción y reactores nucleares. Además, el Centro está destinado a promover la educación y la formación de ingenieros que puedan trabajar en ambos lados de la frontera.

## Servicio público
Graeve ha sido una defensora de la colaboración binacional entre los Estados Unidos y México en los campos de ciencia, tecnología, ingeniería y matemáticas (STEM). Es la fuerza impulsora detrás del Consorcio Educativo CaliBaja, que es un esfuerzo colaborativo que reúne a más de 20 instituciones en Baja California y UC San Diego. profesores de estas instituciones colaboran en la investigación científica y la educación que atiende a los estudiantes en ambos lados de la frontera entre Estados Unidos y México. Por ejemplo, los estudiantes de secundaria y universitarios pueden participar en un programa llamado ENLACE, un programa de siete semanas para estudiantes de ambos lados de California - México.

## Premios
- 2017, Las 100 mujeres más poderosas de México, Forbes.[12]
- 2017, Miembro de la American Ceramic Society.
- 2016, Miembro, Academia Mexicana de Ingeniería.
- 2020, Miembro, Academia Mexicana de Ciencias.
- 2014, Miembro del Paseo de la Fama de Tijuana.
- 2011, Premio Jaime Oaxaca, Sociedad de Ingenieros Profesionales Hispanos.[13]
- 2010, Premio Karl Schwartzwalder al Logro Profesional en Ingeniería Cerámica (PACE), American Ceramic Society.
- 2007, Premios CAREER de la National Science Foundation.[14]
- 2020, Premio presidencial a la excelencia en tutoría en ciencias, matemáticas e ingeniería.[15]